# Renneval
Renneval è un comune francese di 133 abitanti situato nel dipartimento dell'Aisne della regione dell'Alta Francia.

## Società

### Evoluzione demografica
Abitanti censiti

## Storia
I Signori di Renneval
L'antico casato de Rayneval (o Renneval) si è distinto per le sue alleanze, i suoi servizi bellici in tutti i tempi e l'assegnazione di uno dei primi incarichi della corona. Lo stipite di questo casato risale a Nicola di Renneval (XIII secolo).
Raoul II, cavaliere, signore di Renneval, rese  importanti servizi ai re di Francia, Giovanni il Buono, Carlo V il Saggio e Carlo VI. Egli servì il re a Parigi nell'aprile 1360, quando il re d'Inghilterra pose l'assedio a Parigi. Egli accompagnò spesso il re di Francia nei suoi viaggi e fu uno dei dodici cavalieri nominati per governare il regno durante la demenza di re Carlo VI. 
Egli si sposò tre volte, sempre con spose di antica nobiltà.  
Renneval e L'Olanda
La dichiarazione del 29 dicembre 1698 consentiva ai protestanti fuggitivi di rientrare in Francia con le loro famiglie e riprendere il possesso dei propri beni, a condizione di vivere nella religione cattolica..
Jean-Charles de Renneval approfittò di questa autorizzazione e abiurò il protestantesimo convertendosi al cattolicesimo. Egli era stato portabandiera delle guardie del corpo del re: quando le ferite ricevute non gli permisero più di continuare il suo servizio, si ritirò nelle sue terre di Renneval ove visse senza parenti.
Nel 1708, egli abbandonò nuovamente la Francia a causa del protestantesimo. I suoi beni furono sequestrati e messi in vendita il 28 luglio 1709.
Morì a Voorburg, presso La Haye (Paesi Bassi). 
Suo fratello François, conte di Renneval era passato al servizio delle Province Unite di Olanda e comandò le truppe impegnate nella colonia del Suriname, in America. Il 26 maggio 1702 aveva sposato Anna-Elisabetta di Glimmer, appartenente a un'antica famiglia patrizia della città di Amsterdam.